# Hậu Xử
Hậu Xử (tiếng Trung: 后處; bính âm: Hou Chu), hay Thạch Xử (石處), tự Tử Lý (子里) hay Lý Chi (里之), tôn xưng Hậu Tử (后子), người nước Tề thời Xuân thu, là một trong thất thập nhị hiền của Nho giáo.

## Cuộc đời
Hậu Xử từ nước Tề đến nước Lỗ cầu học, được Khổng Tử thu làm đệ tử nhập thất, dạy về lễ chế. Năm 72, thời Hán Minh Đế, Nhưỡng Tứ Xích được phối thờ trong Khổng miếu.